# Sylblad
Sylblad (Subularia aquatica) er en 2-8 cm høj vandplante, der vokser i næringsfattige søer. Det er den eneste danske korsblomst, der har blomster under vandet.

## Beskrivelse
Bladene er tynde, halvtrinde og sylespidse. De er siddende i en lille roset. Blomsterne (juli-august) er ca. 1 mm store, frugterne er 3-5 mm lange, ovale skulper. Sylblad kan have blomster under vand, men det er dog kun de blomster, der hæver sig over vandoverfladen, der åbner sig. Blomsterne under vandet forbliver lukkede og bestøver sig selv.
Fra rosettens bund udgår en lille dusk af klart hvide, spinkle rødder
Størrelse: 2-8 cm.

## Hjemsted
Sylblad er især kendt fra næringsfattige, lavvandede søer med klart vand. Det er ofte lobeliesøer, hvor den vokser på såvel sandet som på dyndet bund på op til 1 meters dybde. Den kan ligesom Strandbo vokse på periodisk tørlagte søbredder, hvor den så bliver mindre af vækst.
Sylblad er og har altid været en meget sjælden plante i Danmark og den er gennem tiderne kun fundet ganske få steder i Vestjylland samt i Madum Sø i Himmerland. Den er efter alt at dømme forsvundet fra alle de gammelkendte voksesteder, men blev i 1988 fundet på et nyt voksested nær Nissum Fjord, som i dag er det eneste sikre voksested. Sylblad er i rødlisten klassificeret som akut truet.
Sylblad findes i øvrigt både i Eurasien og Nord-Amerika. I resten af Skandinavien er den ret almindelig.
| Portal | Portal:Botanik |